# Généthon
 (juillet 2017).
Si vous disposez d'ouvrages ou d'articles de référence ou si vous connaissez des sites web de qualité traitant du thème abordé ici, merci de compléter l'article en donnant les références utiles à sa vérifiabilité et en les liant à la section « Notes et références ».
 (novembre 2022).
Il peut être nécessaire de l'améliorer pour respecter le principe de neutralité de point de vue. Veuillez consulter la page de discussion pour plus de détails.

Le laboratoire Généthon, situé à Évry (Essonne), a été créé par l'Association française contre les myopathies en 1990, sur une idée du professeur Daniel Cohen concernant la cartographie du génome humain. Issu d'un accord entre une association de malades et le Centre d'étude du polymorphisme humain (CEPH) de Jean Dausset, ce laboratoire pionnier du déchiffrage du génome humain et de la découverte des gènes responsables des maladies génétiques, s'est développé vers la conception, le développement et la production de médicaments de thérapie génique pour les maladies rares.

## Travaux et recherches
- 1990-1992 : Généthon I – Les premières cartographies du génome humain
- 1993-1996 : Généthon II – Les découvreurs de gènes
Dans les années 1990, les travaux du Généthon ont contribué à comprendre et décrypter le génome humain.
- 1997-2002 : Généthon III – Les pionniers de la vectorologie
Généthon se consacre à la recherche, au développement et à la production de vecteurs de thérapie génique, vecteurs AAV (adeno-associated virus) et vecteurs rétroviraux et lentiviraux.
- 2003-2007 : Généthon IV – Les pionniers des essais chez l’homme
Généthon commence à mettre en place les différentes structures qui permettront la mise en œuvre d'essais cliniques chez l'Homme.
En 2006, Généthon est autorisé à lancer son premier essai de thérapie génique pour le gamma-sarcoglycanopathie.
- Généthon – Les pionniers des médicaments de thérapie génique
Généthon mène ou est partenaire de quatre essais cliniques internationaux de thérapie génique et a un portefeuille de candidats à divers stades précliniques. Ces projets développés en interne ou dans le cadre de partenariats, portent sur des pathologies neuromusculaires, oculaires, du système immunitaire et du foie.
  - Poursuite de l'essai clinique de phase I/II (France, US, UK) pour le traitement du syndrome de Wiskott-Aldrich (Généthon promoteur).
Le syndrome de Wiskott-Aldrich est un déficit immunitaire. Le pronostic vital est très réservé pour les enfants qui en sont atteints. La thérapie génique qui a déjà permis de traiter d’autres déficits immunitaires héréditaires représente donc un espoir majeur pour les jeunes malades.
L’essai clinique en cours est issu des travaux menés à Généthon par l’équipe du Dr Anne Galy (unité mixte Généthon-Inserm).
  - Poursuite de l'essai clinique multicentrique international de phase I/II pour le traitement de la granulomatose septique chronique 
la granulomatose septique chronique est une maladie héréditaire due à l’altération de l’activité des globules blancs, les rendant incapables de détruire les micro-organismes (bactéries, champignons, etc.) pénétrant dans l’organisme. Cette pathologie se caractérise par la survenue, dès les premières années de la vie, d’infections sévères, récurrentes et profondes, résistantes aux traitements, et d’une hyper inflammation causant la formation de granulomes et amenant à des complications tissulaires.
  - Poursuite de l'essai de phase I/II pour le traitement de la Neuropathie Optique Héréditaire de Leber (maladie génétique rare de la vue), en collaboration avec l'Institut de la Vision et la société Gensight (Généthon partenaire).
  - Initiation de la phase préliminaire d'un essai clinique pour le traitement de l'anémie de Fanconi (Généthon partenaire du CIEMAT et de l'Hôpital Enfant Jesus, à Madrid). L’anémie de Fanconi est une maladie génétique rare affectant les cellules souches du sang et qui conduit à une insuffisance médullaire, des anomalies congénitales et une prédisposition au cancer.

Généthon poursuit également ses études précliniques en préparation d’essais cliniques pour le traitement de la Myopathie de Duchenne, de la Myopathie Myotubulaire (partenariat avec la société Audentes), des myopathies des ceintures, de l’amyotrophie spinale infantile, de maladies du système immunitaire et du sang, d’une maladie du foie la maladie de Crigler Najjar, et de la maladie de San Filippo A (partenariat avec la société Esteve).

## Financement
En 2014, le budget global de Généthon est d'environ 33 millions d'euros, financés à environ 73 % par l'AFM-Téléthon.
En 2016, le Généthon transfère ses activités de productions de vecteurs viraux dans une nouvelle société dénommée Yposkesi avec le soutien de la BPI-France.